# Al Darawish
Al Darawish o Darawish (dall'arabo "gente semplice") è stato un gruppo musicale nato nel 1988 e sciolto alla fine del 1996.

## Storia
Nella seconda metà degli anni ottanta Nabil Salameh, Michele Lobaccaro, Rocco Draicchio e Paolo Mastromarco, conosciutisi presso l'Università di Bari crearono un gruppo musicale che unì i diversi talenti artistici. In seguito si unirono a essi Vito Antonio Longo - che influenza con la chitarra elettrica il passaggio ad un sound elettrico - dal giugno 1989 a dicembre 1989, Angelo Pantaleo ed Enzo Leone e infine, nel 1991, il talentuoso Stratos Diamantis, che arricchì ulteriormente le suggestioni musicali iniziali. Il gruppo conquista presto i favori di pubblico e critica. Il loro stile, eclettico nel suo costituire un vero e proprio "amalgama" sonoro, è caratterizzato dal recupero degli strumenti tradizionali dei paesi di provenienza dei musicisti, definibile una sorta di "etno-rock mediterraneo".
Nel 1993 esce il primo album, Al Darawish, che recentemente è stato re-inciso dall'etichetta Il Pontesonoro.
Nel loro secondo disco, Radio Dervish del 1996 (più di 12000 copie vendute), compare il brano Rosa di Turi: il testo di questa canzone nasce dall'incrocio fra una delle lettere dal carcere di Gramsci, un canto mediorientale e alcune parole tratte dal Testamento filosofico di Giuseppe Rensi. Nel 1996 il gruppo si scioglie per dare vita nel 1997 agli X-Darawish e ai Radiodervish, dopo essersi esibiti in più di cinquecento concerti.
Il gruppo è stato ospite in diverse emittenti radiofoniche e televisive di livello nazionale (Rai, TeleMontecarlo, Videomusic). Inoltre ha curato la colonna sonora del film Trafitti da un raggio di sole del 1995.

## Genere
Il genere prevalente è il world music, o come definito altrove etno rock mediterraneo con contaminazioni della musica tradizionale dei paesi di provenienza dei singoli membri che costituivano il gruppo: palestinese, del Sud Italia (in particolare dalle tarantelle pugliesi) e greche. Il gruppo si impegnava nella ricerca e nell'impiego di strumenti tipici dei paesi di provenienza dei singoli membri; infatti ha accostato strumenti acustici come il violino, il bouzouki e la fisarmonica al basso e alla chitarra elettrici. L'impegno inoltre era anche a livello politico e sociale con la denuncia di temi delicati quali l'uguaglianza (Intifada, Mediterraneo), il disagio nelle prigioni (Rosa di Turi). I brani cantati erano in lingua araba, italiana, inglese, francese ed in latino.

## Formazione
- Nabil Salameh - voce, chitarra, bouzouki
- Michele Lobaccaro - basso elettrico, chitarra
- Angelo Pantaleo - tamburo, percussioni
- Stratos Diamantis - fisarmonica
- Enzo Leone - chitarra elettrica
- Rocco Draicchio - percussioni
- Paolo Mastromarco - violino
- Ashraf Haj Yahia - percussioni

## Discografia
- 1993 - Al Darawish
- 1996 - Radio Dervish

## Concerti (parziale)
- Biennale dei giovani creativi del Mediterraneo 1990 di Marsiglia
- Carrefour de la mediterraneé 1991 a Salonicco
- Arezzo wave 1991 e Arezzo wave 1993
- Festa del 1º maggio (Roma) del 1994
- Festival internazionale di Babilonia 1994 in Iraq
- Festival del Cinema di Venezia 1994
- Nuove tendenze della canzone d’autore 1995, in occasione del Premio Città di Recanati[5].

## Riconoscimenti
Nel settembre del 1996 Al Darawish ottenne il premio Cagnoni quality reeds nell'ambito del XXI Premio internazionale "Città di Castelfidardo", per l'esecuzione in fisarmonica di brani dal repertorio della musica leggera italiana.